# Restaurant

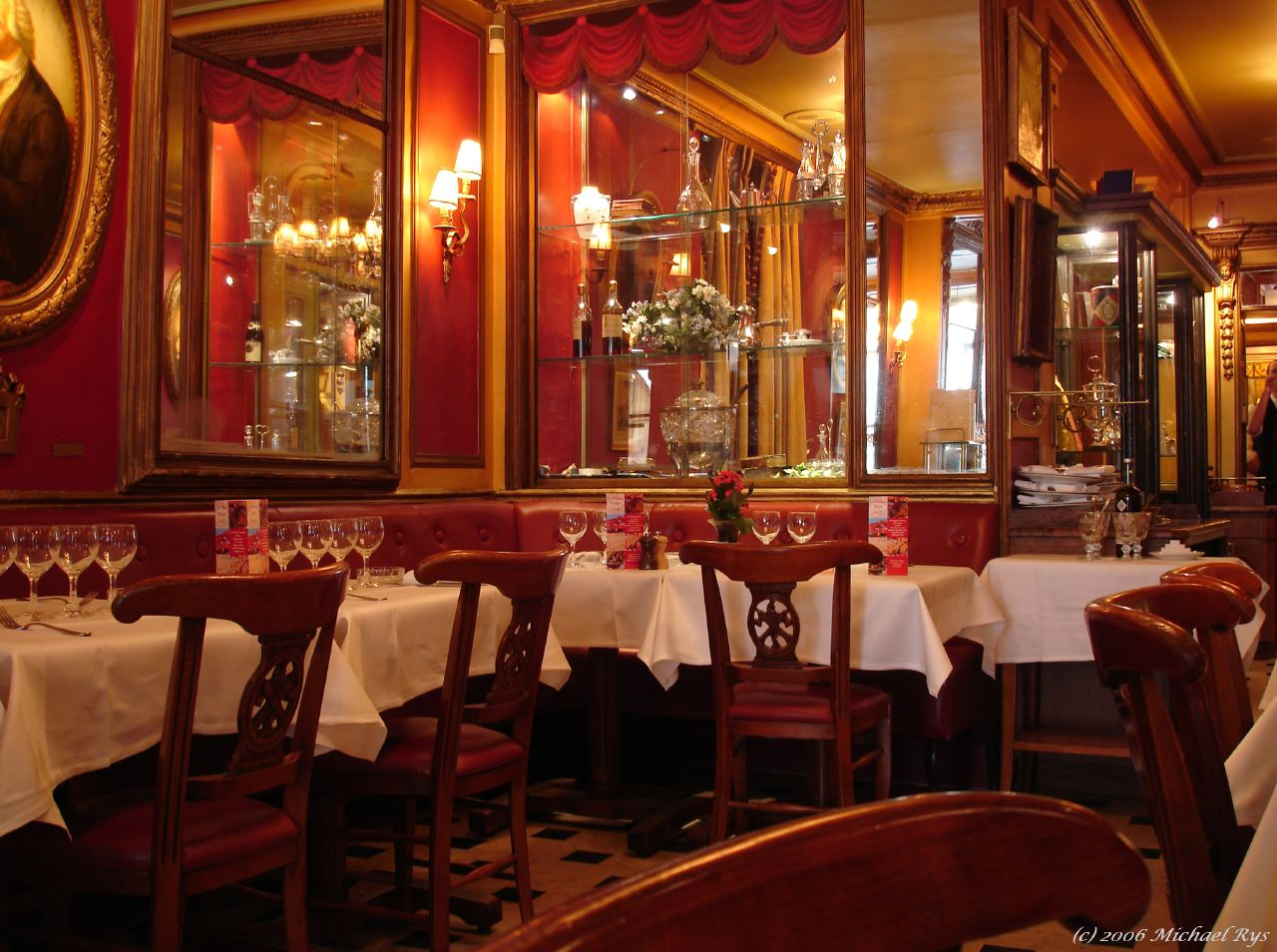
Paris – Café Procope (Juni 2006)

Restaurants sind in der Gastronomie Gaststätten, in denen Speisen zubereitet, Getränke angeboten und dort nach Bestellung im Gastraum verzehrt werden.

## Etymologie
Das Wort Restaurant ist eine Substantivierung aus französisch restaurer („sich erholen, stärken, erquicken“), was auf lateinisch restaurare („wiederherstellen, erneuern“) zurückgeht; das deutsche Verb „restaurieren“ und seine Substantivierung Restaurierung haben heute ausschließlich diese Bedeutung. Das Wort Restaurant wird in vielen Sprachen, teilweise auch modifiziert (etwa italienisch ristorante, spanisch restaurante, restóran, englisch restaurant, niederländisch restaurant, restauratie), verwendet.
Der Legende nach gilt als Namensgeber des Restaurants ein Wirt namens Boulanger, der 1765 die Suppenküche „Champ d'oiseau“ hatte. Er habe gegen den Widerstand der Köchezunft die Genehmigung erstritten, neben Suppen auch andere kleine Gerichte anzubieten, wie etwa Hammelfüße in Sauce oder seine Spezialität „Geflügel mit grobem Salz“. Die Zunft verlor den Gerichtsprozess. Über der Tür seiner Gaststube ließ er 1795 angeblich in lateinischer Sprache eine Verballhornung des biblischen Vers „Kommet her zu mir, alle, die ihr mühselig und beladen seid; ich will euch erquicken“ (Mt 11,28 ) anbringen. Bei ihm hieß es wohl: "Kommt alle zu mir, wenn Euch der Magen knurrt, und ich werde Euch wiederherstellen." Dieses Motto machte sein Gasthaus berühmt, so dass es fortan als Restaurant bezeichnet wurde (von lateinisch restaurabo, „ich will euch erneuern / wiederherstellen“). Er und nachfolgende Restaurants boten auch Brühwürfel (französisch bouillons, „Fleischbrühe“) an, so dass in Frankreich anfangs der Begriff des Restaurants mit diesen assoziiert wurde. Ursprung hierfür war die seit langem bekannte „erquickende, wiederherstellende Kraftbrühe“ (französisch le consommé restaurant).

## Geschichte

### 1. Jahrhundert – 19. Jahrhundert
Restaurants gab es nach heutigem Verständnis bereits im Römischen Reich. Über das ganze Stadtgebiet Pompejis verteilt fand man etwa 160 Kneipen und Garküchen, sogenannte Thermopolia aus dem 1. Jahrhundert n. Chr., die besonders entlang der Ausfallstraßen und an den öffentlichen Plätzen konzentriert waren. Die Restaurants hatten meist einen Tresen zur Straße, an dem Imbisse verkauft wurden sowie ein oder mehrere Esszimmer. In den einfacheren saßen die Gäste auf Stühlen, die größeren waren mit Liegen und Fresken ausgestattet, ähnlich wie private Speisezimmer. Für Ehefrauen und Töchter waren Restaurants in Rom tabu – die erotischen Fresken in einem Teil der Räume lassen den Grund vermuten. Die besten Köche waren Sklaven oder Angestellte reicher Familien und kochten im Privathaushalt. Die Restaurants dagegen wurden meist von Freigelassenen aus den verschiedensten Ländern geführt, ihr kulinarischer Ruf war nicht besonders gut. Das am komplettesten erhaltene Thermopolium der Asellina mit einer von Archäologen freigelegten Tageskasse von 683 Sesterzen war ein Gasthaus, wo kalte und warme Getränke ausgeschenkt wurden.
In Europa starb die Tradition des Römischen Reiches aus. Gasthäuser wurden vor allem von Reisenden besucht. Auf den gemeinschaftlichen Tisch kam Essen, dessen Qualität meist einfach war.
Die Eilsbrunner Gaststätte Röhrl ist seit 1658 im Besitz der Familie, daher führt das Restaurant seit November 2010 als älteste durchgehend betriebene Gaststätte der Welt das Guinness-Buch der Rekorde.
Im 1686 eröffneten Pariser Café Procope speisten unter anderem Honoré de Balzac, Georges Danton, Victor Hugo, Napoleon Bonaparte oder Robespierre. Kochbücher propagierten ab 1651 die „Haute Cuisine“, die von den ersten Restaurants fortan adaptiert wurde. Nachdem der Marquis de Mirabeau 1757 das Lokal „L’Ami des hommes“ (deutsch „Menschenfreund“) eröffnet hatte, folgte ihm 1766 Mathurin Roze de Chantoiseaux als „restaurateur“ mit einem Lokal unter dem Namen „L’Ami de tout le monde“ (deutsch „Freund der ganzen Welt“). Dass tatsächlich Roze de Chantoiseau der erste Pariser Restaurateur war, wird indirekt durch Alexandre Balthazar Laurent Grimod de la Reynière belegt, der 1804 von einem gewissen „Champ d’oiseau“ als Begründer der Restaurants spricht, wobei es sich offensichtlich um einen Hörfehler handelte. Im Jahre 1782 eröffnete Antoine Beauvilliers das erste hochpreisige Restaurant unter dem Namen „La Grande Taverne de Londres“ (deutsch „Die große Taverne von London“); es avancierte hiermit zum besten Restaurant in Paris für mehr als 20 Jahre. Ende des 18. Jahrhunderts konzentrierten sich in Paris Restaurants in der Gegend um den Louvre und das Palais Royal, wo in kleinen Straßen auch Luxusläden angesiedelt waren. So etwa gründete 1784 Antoine Aubertot das frühere „Café de Chartres“ in den Arkaden des Palais Royal, das seit 1820 „Le Grand Véfour“ heißt.

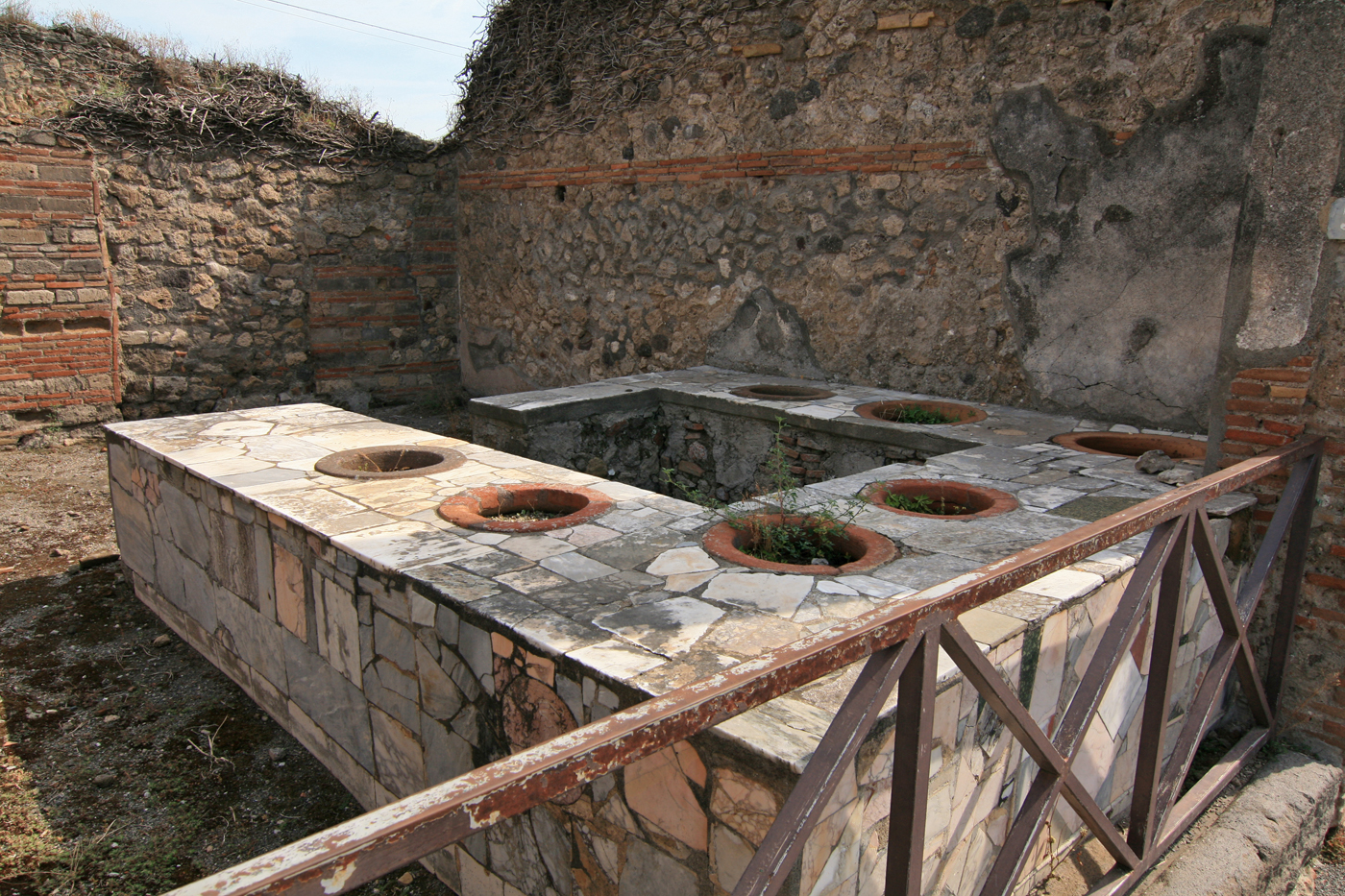
Pompeji – römisches Thermopolium
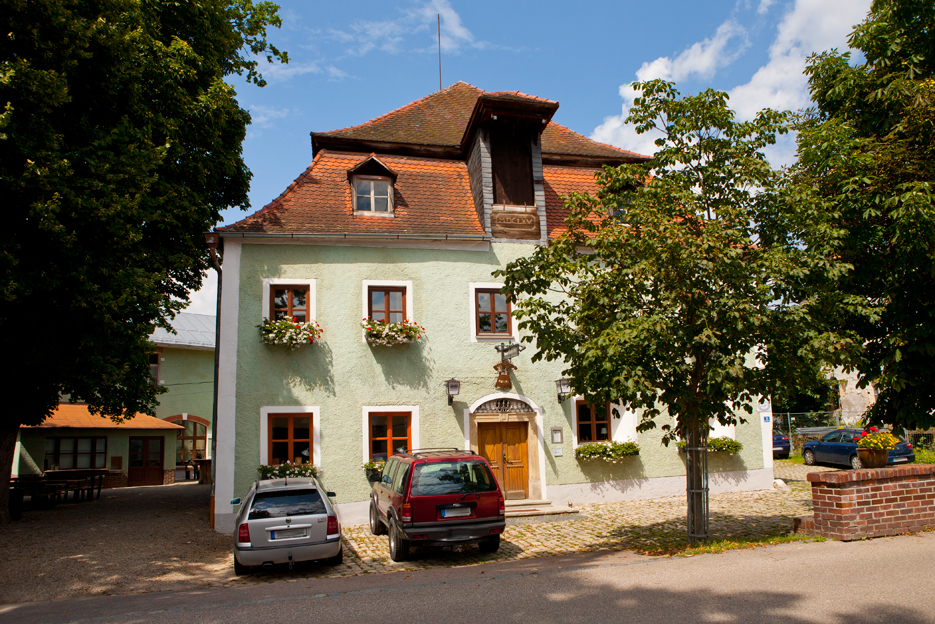
Eilsbrunn – Gaststätte Röhrl (Hauptgebäude)
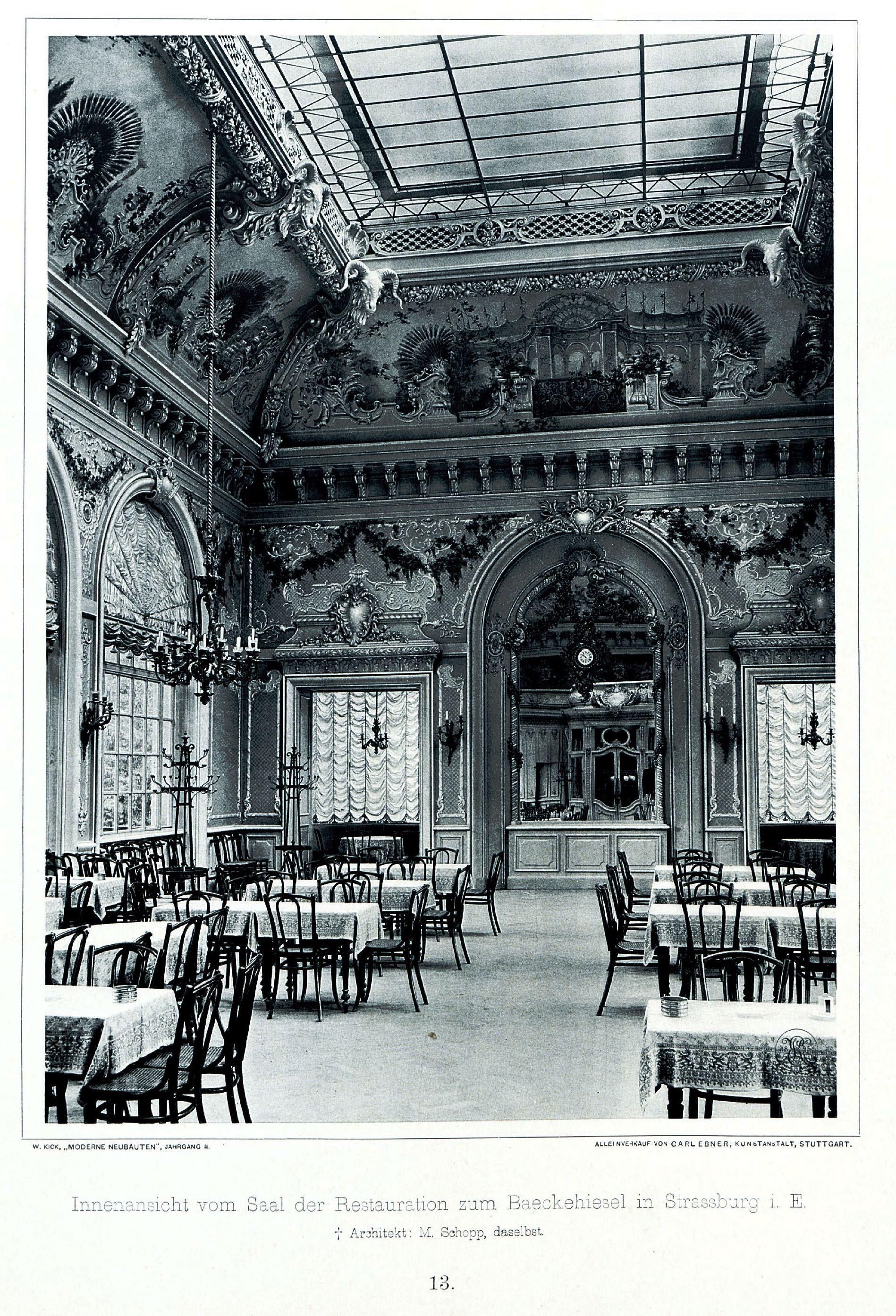
Straßburg – „Zum Baeckehiesel“ (1898)
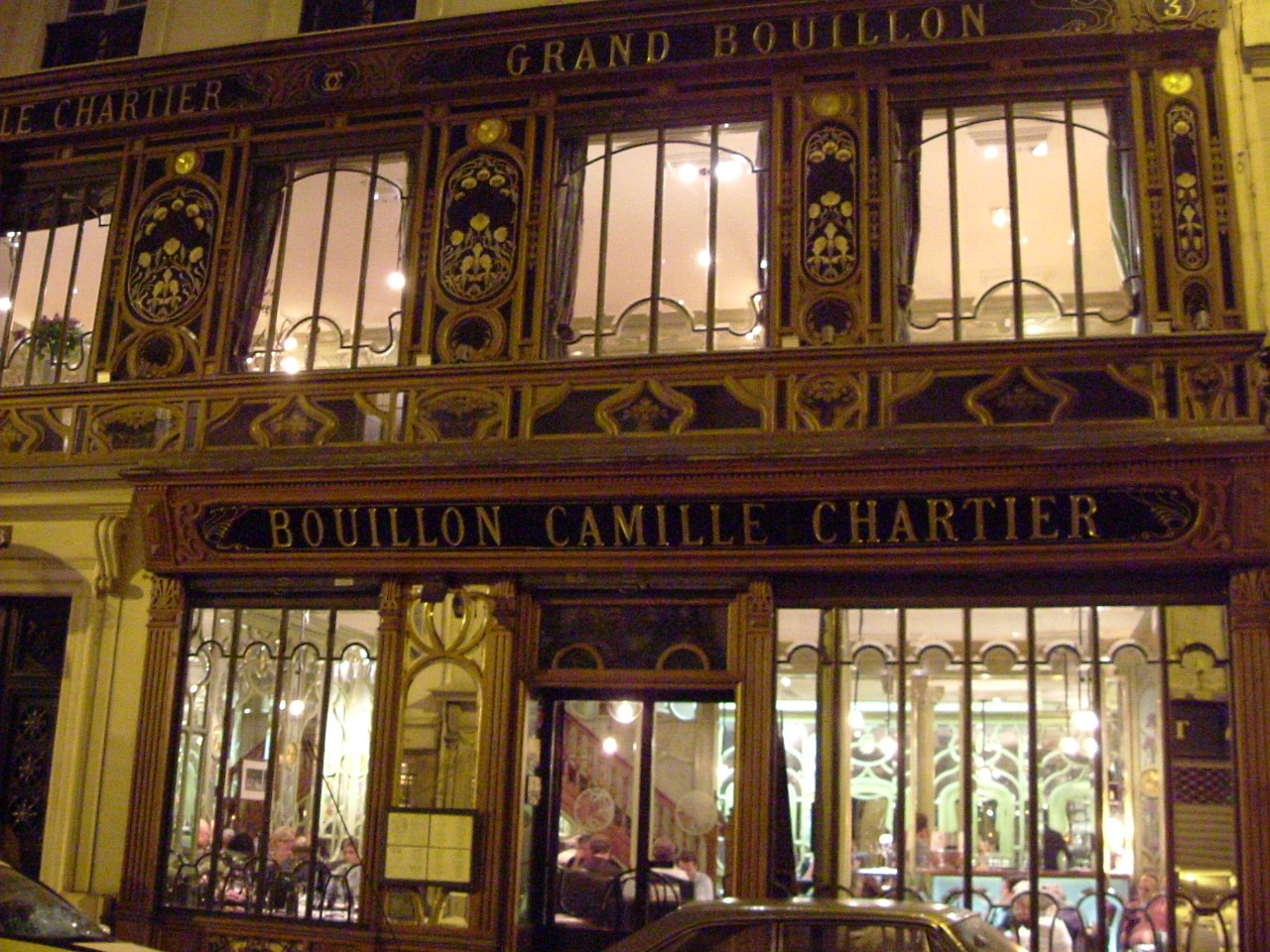
Paris – Restaurant Bouillon Camille Chartier

Das Restaurant im moderneren Sinne hatte sich aus der aristokratischen salle à manger entwickelt. Die Restaurant-Kultur verstärkte sich während der Französischen Revolution, als die angestellten Hofköche arbeitslos wurden und zur Gründung von eigenen Restaurants übergingen. Zur Zeit der Französischen Revolution gab es alleine in Paris 100 Restaurants, vor 1789 weniger als 50, um 1810 bestanden ungefähr 3.000 Restaurants.
Aus der Haute Cuisine entwickelte sich nach 1828 die „Grande Cuisine“. Als ihr Begründer gilt Marie-Antoine Carême, der Leichtigkeit und Einfachheit betonte. Vorrang hatten die Qualität des Geschmacks und Geruchs als ein Eigenwert der Speisen mit Saucen, die Carême als wesentlich für die perfekte Geschmacksharmonie eines jeden Gerichts betrachtete. In den neu entstandenen Restaurants betrachteten die Köche es als ihre Aufgabe, die Speisengestaltung weiterzuentwickeln. Die „bürgerliche“ Grande Cuisine wurde zum großen Teil in den Restaurants entwickelt.
Zusammen mit dem Export des Restaurants vollendete die französische Küche im Laufe des 19. Jahrhunderts ihren Siegeszug über den Adel hinaus und avancierte in den meisten Ländern Europas zur allgemein gültigen Haute Cuisine. Die „Bouillons“ etablierten sich ab 1855 als eigenständiger Restauranttyp, in denen die Marktleute und Fabrikarbeiter mittags einfache Speisen zu sich nehmen konnten. Das Pariser Chez Chartier aus 1896 repräsentiert noch heute diese Ära. Als im Jahre 1867 Jules Gouffé die französische Küche in „La Cuisine de Ménage“ (deutsch „Hausmannskost“) und „La Grande Cuisine“ (deutsch „große Kochkunst“) aufteilte, wirkte sich dies auf die Restaurants aus, die sich nunmehr für einen der Kochkunst-Typen entscheiden konnten. Dadurch verwischte sich der Unterschied zwischen Cafés und Restaurants; so verwandelte sich das 1802 gegründete Café Anglais zu einem Gourmet-Tempel. Ab 1864 entstand mit der Brasserie ein neuer Restaurant-Typ, als Brauhäuser in Paris auch deftige Speisen aus eigener Küche anboten. Bekannteste ist die noch heute existierende „Brasserie Lipp“ aus dem Jahre 1880 im Pariser Quartier Latin.
In der zweiten Hälfte des 19. Jahrhunderts gelangte der Begriff des Restaurants nach Deutschland und betraf hier zunächst nur das obere Marktsegment. Die ersten Restaurants mit österreichischer, russischer, polnischer oder italienischer Küche etablierten sich vor 1906 in Berlin. 1908 eröffnete in London mit dem „Chang Choy’s“ das erste China-Restaurant Europas.

### 20. Jahrhundert – Gegenwart
In einigen europäischen Ländern und in den USA wurde das „Restaurant“-Konzept mit freier Menüwahl erst im späten 19. Jahrhundert üblich. Zunächst gab es nur Hotelrestaurants. Der bekannteste französische Koch Ende des 19. Jahrhunderts, Georges Auguste Escoffier, wurde 1899 Chefkoch im Hotel Ritz in London. Sein Kochstil prägte die gehobene Restaurantküche weltweit.

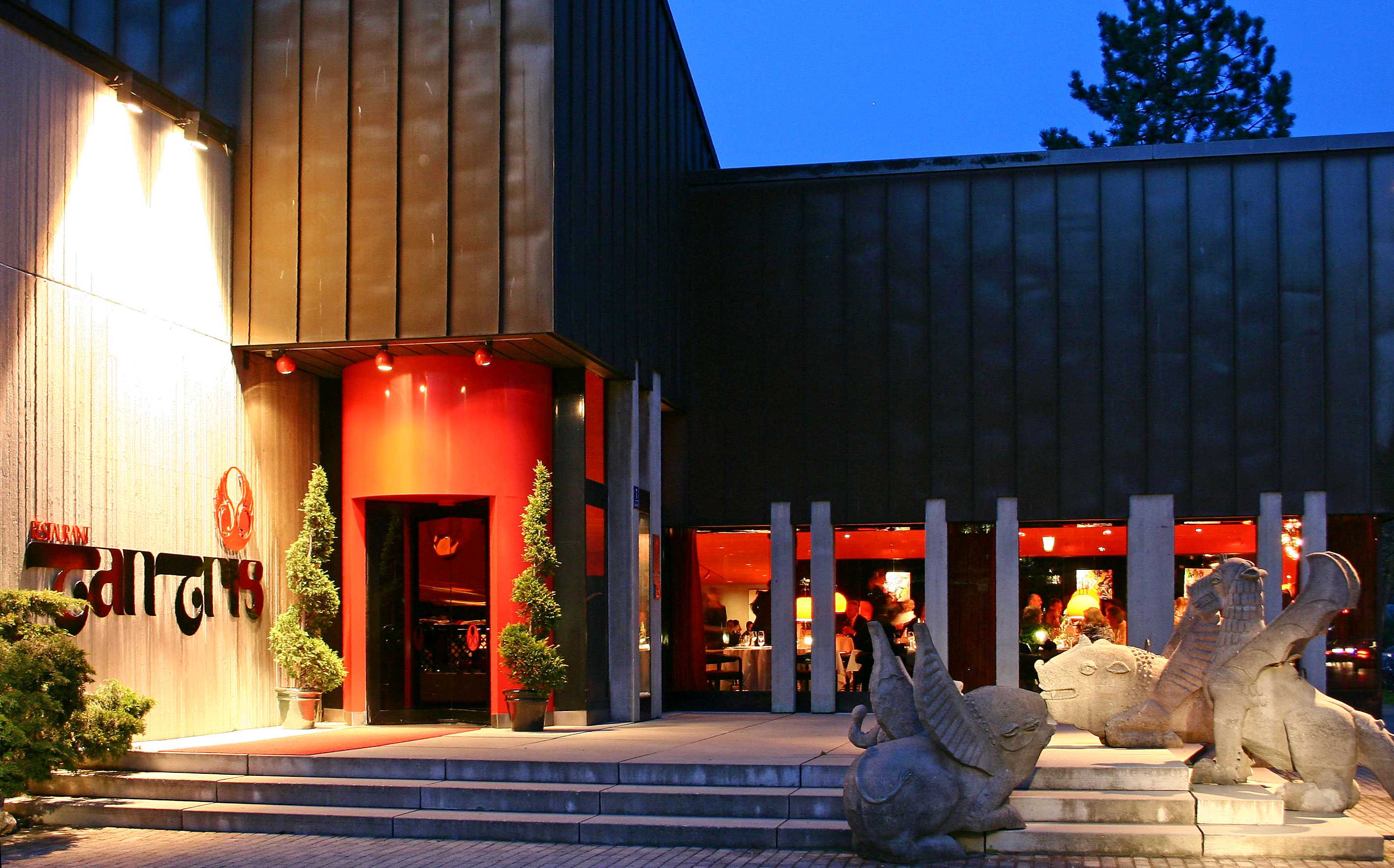
München – Restaurant Tantris
Marbella – Straßenrestaurants
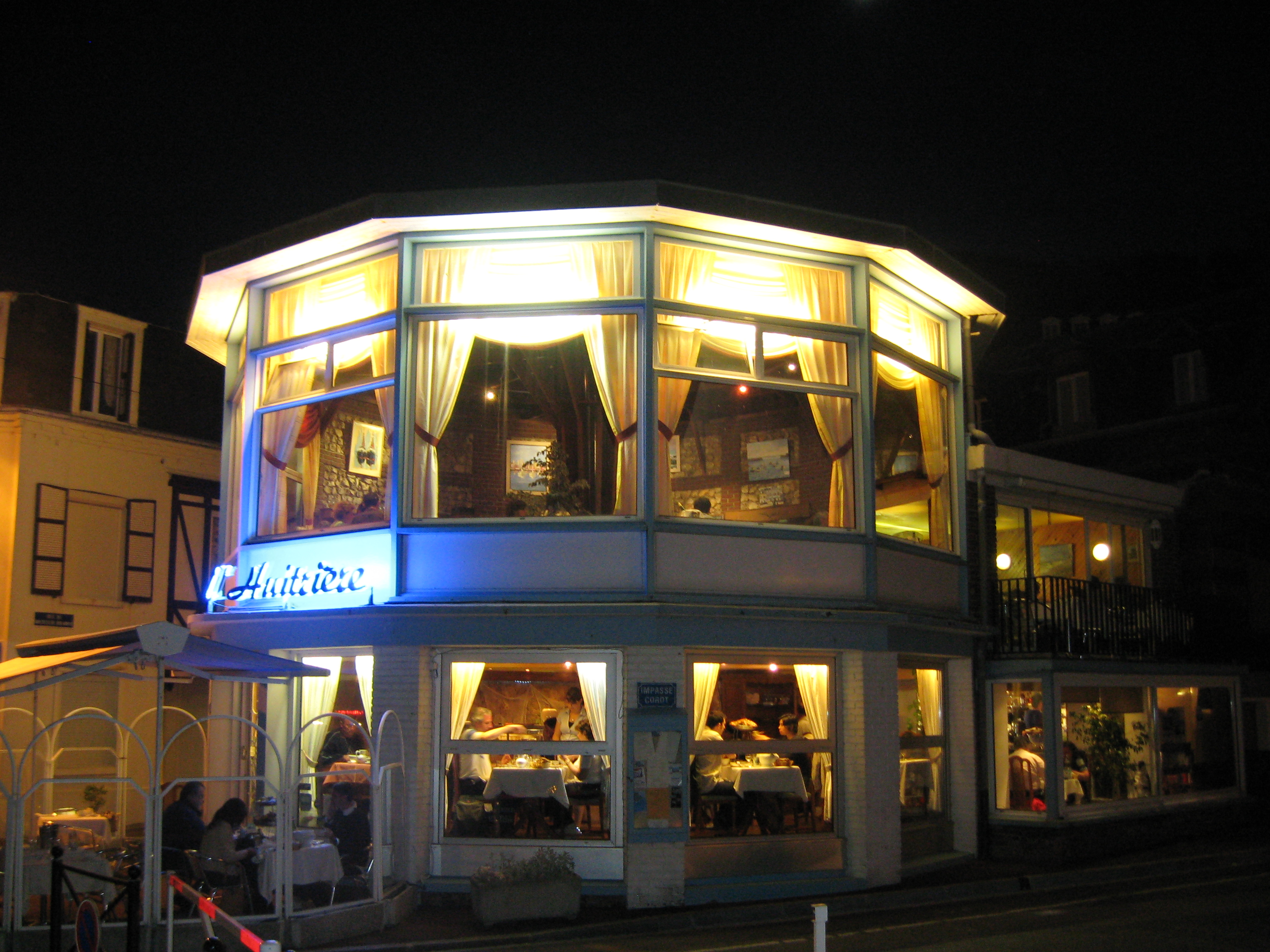
Étretat – Spezialitätenrestaurant
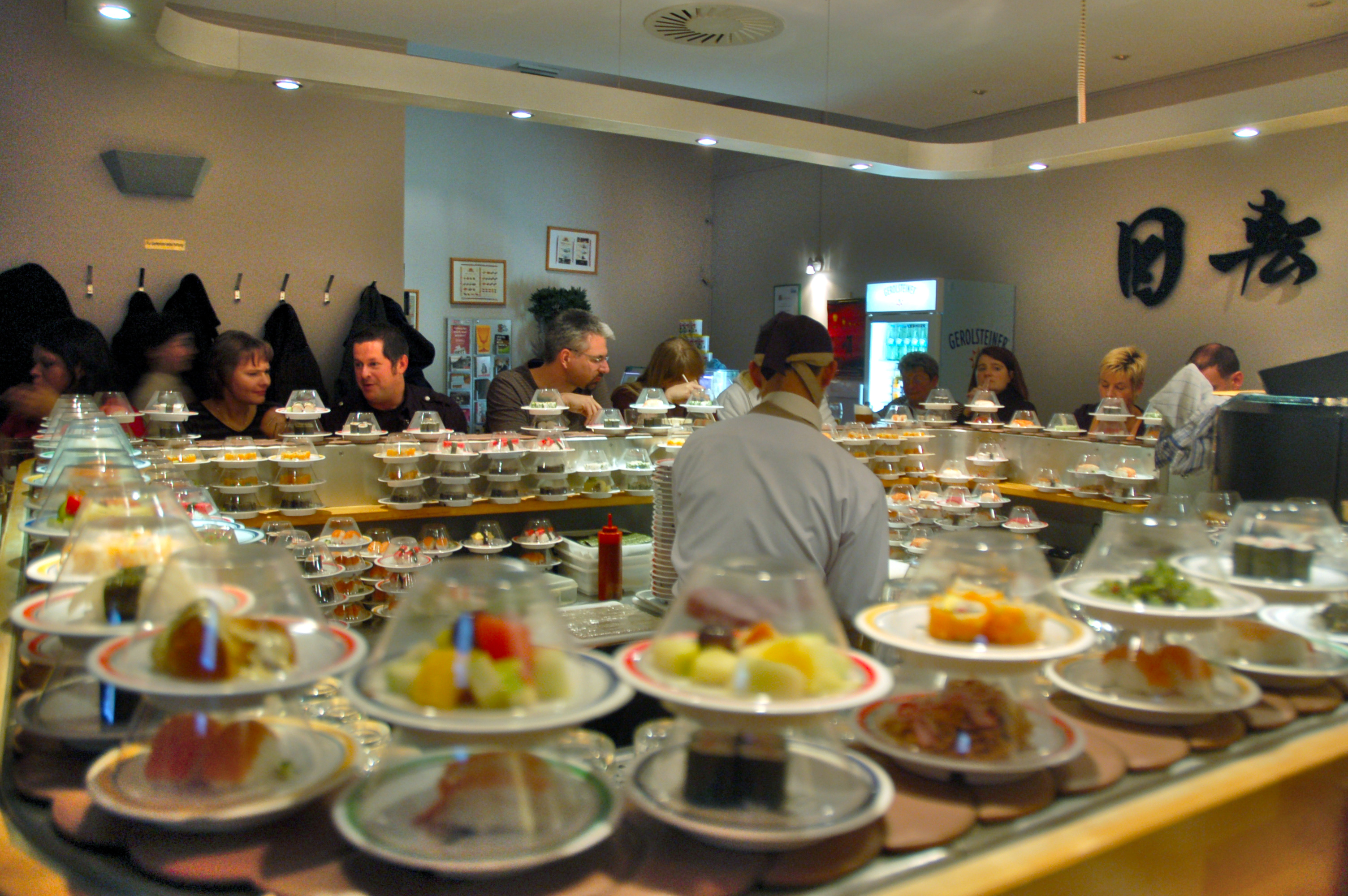
Selbstbedienungsrestaurant in Berlin

Seit 1965 gibt es außerhalb der USA eine Reihe von Restaurantketten in Form des Franchise, die weltweit in verschiedenen Städten Restaurants mit einheitlichem Corporate Design und weitgehend identischer Speisekarte anbieten. Restaurantketten werden häufig als Systemgastronomie betrieben. Beispiele sind Wienerwald (seit 1955), Wimpy (1965) oder Maredo (1973). Als Sonderform gilt das Schnellrestaurant mit Selbstbedienung wie McDonald’s (1971). Eine weitere Sonderform ist die Erlebnisgastronomie.
Der von den Gastronomiekritikern Henri Gault und Christian Millau 1971 geprägte Begriff der „Nouvelle Cuisine“ hielt allmählich Einzug in die Küchen vieler Restaurants. Für die kulinarische Grundlage sorgte 1978 unter anderen Michel Guérard. Das Kofferwort „Bistronomie“ kam im Jahre 2004 auf und setzt sich aus Bistro und Gastronomie zusammen. Es symbolisiert, dass anstelle einfacher Speisen (wie etwa dem Croque) gehobene französische Küche zu erschwinglichen Preisen in Bistros kredenzt wird, die den Charakter von Restaurants haben.

## Dienstleistungen

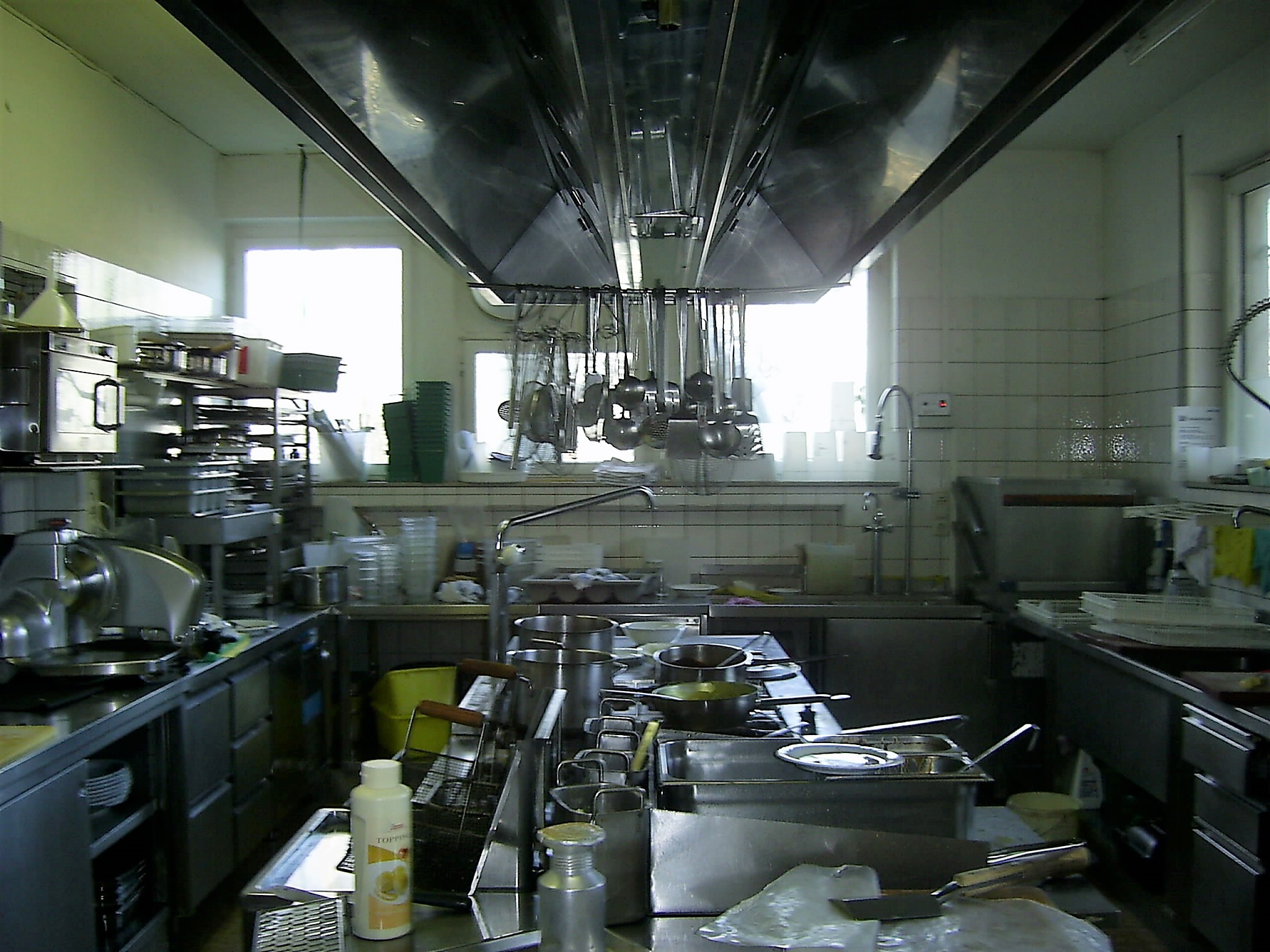
Moderne Restaurantküche

Restaurants unterscheiden sich von anderen Gastgewerbebetrieben (Bar-Tabac, Bistro, Brasserie, Café, Imbissstand, Imbissstube, Schnellrestaurant, Systemgastronomie) insbesondere dadurch, dass sie eine eigene Küche besitzen, die überwiegend erst nach Bestellung Speisen zubereitet und keine oder wenige Zutaten vorproduziert beschafft, qualitativ hochwertige Speisen offeriert, Personal (Köche, Kellner und Servierer) beschäftigt, Speisekarten/Getränkekarten vorhält und möblierte Gasträume mit Tischgedeck sowie auch Toiletten bereithält. Üblich ist das Angebot für mehrere Menüs wie Vorspeise, Hauptgericht (Pièce de résistance) und Dessert. Immer stärker rückt das Ambiente als Element der Gastlichkeit und Wellness in den Vordergrund.
Je nach Betriebsform gibt es Gourmet-Restaurants (Spitzenrestaurants), die Spitzenköche (französisch chefs) und Sommeliers beschäftigen und Bewertungen im Guide Michelin, Gault-Millau oder ähnlichen Restaurantführern besitzen oder danach streben (Haute Cuisine), Restaurants der Mittelklasse mit gutbürgerlicher Küche und Weinausschank oder einfache Restaurants mit bürgerlicher Küche. Sowohl die Zubereitung der Speisen als auch deren Verzehr stehen nicht unter Zeitdruck. Gäste müssen die im jeweiligen Kulturkreis geltenden Tischsitten beachten. Diese sind in Gourmet-Restaurants besonders ausgeprägt. Verpönt ist die Verarbeitung von Fertiggerichten. Die Dienstleistungen der Restaurants richten sich international an der regional vorherrschenden Esskultur aus.

## Rechtsfragen
Restaurants erfüllen den Rechtsbegriff der Gaststätte, wenn sie selbst zubereitete Speisen zum Verzehr an Ort und Stelle verabreichen (Speisewirtschaft) und Getränke zum Verzehr an Ort und Stelle anbieten (Schankwirtschaft). Diese Legaldefinition des § 1 Abs. 1 GastG macht Restaurants zum stehenden Gewerbe, das nach § 2 Abs. 1 GastG einer Erlaubnis bedarf. Sperrstunden sind zu beachten (§ 18 GastG). Verboten ist unter anderem, das Verabreichen von Speisen von der Bestellung von Getränken abhängig zu machen (§ 20 Nr. 3 GastG).
Die Betreiber eines Restaurants heißen Gastwirte, deren Rechte und Pflichten sich aus Gesetzen ergeben. Als Hausherr darf der Gastwirt im Rahmen seines Hausrechts Verhaltensregeln für Gäste aufstellen und bestimmen, wer als Gast erwünscht ist und wer nicht. Der Gastwirt darf Gäste zum Verlassen der Gaststätte auffordern und Hausverbote aussprechen. Nach § 701 BGB haftet der Gastwirt, der gewerbsmäßig Gäste zur Beherbergung aufnimmt, dem im Betriebe dieses Gewerbes aufgenommenen Gast unabhängig vom Verschulden für den Schaden, den dieser durch Verlust oder Beschädigung eingebrachter Sachen erleidet. Der Gast hat unverzüglich, nachdem er von dem Verlust oder der Beschädigung Kenntnis erlangt hat, dem Gastwirt Anzeige zu erstatten. Dem Gastwirt steht nach § 704 BGB ein gesetzliches Gastwirtpfandrecht an den vom Gast eingebrachten Sachen zur Sicherung seiner unbezahlten Rechnungen zu.
Gäste schließen in Restaurants so genannte gemischte Verträge, denn ihre Bestellung von Speisen und Getränken beinhaltet Elemente des Kaufvertrags (Getränke), Werkvertrags (Speisen), Leihvertrags (Essgeschirr), Dienstvertrags (Bedienung) oder des Verwahrungsvertrags (Garderobe).
Ein gemischter Betrieb liegt vor, wenn Restaurants integrierter Bestandteil eines anderen Gewerbebetriebes sind (Restaurants im Möbelhaus oder im Kaufhaus); auch diese Restaurants müssen das GastG beachten.

## Sonstiges
Restaurants bieten in Deutschland den spezifischen Ausbildungsberuf des Restaurantfachmanns. Der Leiter eines Restaurants wird auch Patron oder Maître genannt.
Restaurantführer sind Massenmedien, die dem Leser in bestimmten Regionen kulinarisch wichtige Restaurants beschreiben. Sie beinhalten oft Restaurant-Ranglisten, die durch eine Bewertung die getesteten Restaurants in eine bestimmte Rangfolge bringen. In Bewertungsportalen wie TripAdvisor können Laien ihre Einschätzungen abgeben.